# Arbeitsgericht Mühldorf
Das Arbeitsgericht Mühldorf war ein bayerisches Arbeitsgericht mit Sitz in Mühldorf am Inn.

## Geschichte
Gemäß Arbeitsgerichtsgesetz vom 23. Dezember 1926 wurden in Deutschland Arbeitsgerichte gebildet. Diese waren nur in der ersten Instanz organisatorisch selbstständige Gerichte, die Landesarbeitsgerichte waren den Landgerichten zugeordnet. Am Landgericht Traunstein entstand so 1927 das Landesarbeitsgericht Traunstein als eines von 23 Landesarbeitsgerichten in Bayern. In Mühldorf entstand das Arbeitsgericht Mühldorf als eines von acht Arbeitsgerichten des Landesarbeitsgerichts. Sein Sprengel umfasste den Gerichtsbezirk des Amtsgerichts Mühldorf. Es bestand eine allgemeine Kammer für Arbeiter und Angestellte und eine Kammer für das Handwerk.
Bereits 1929 wurde die Zahl der Arbeitsgerichte deutlich reduziert. Das Landesarbeitsgericht Traunstein wurde aufgehoben, seine Aufgaben übernahm das Landesarbeitsgericht München. Auch das Arbeitsgerichts Mühldorf wurde aufgehoben, seine Aufgaben übernahm das Arbeitsgericht Altötting.